# Бадахос (футбольний клуб)
«Бадахос» (ісп. CD Badajoz) — іспанський футбольний клуб з однойменного міста, в однойменній провінції в автономному співтоваристві Естремадура.

## Історія
Клуб заснований у 1905 році, шляхом злиття клубів «Расинг» та «Спорт», домашні матчі проводить на стадіоні «Нуево Віверо», що вміщає 15 598 глядачів. До 1998 року домашньою ареною клубу був стадіон «Ель Вівер», який був домашнім стадіоном «Бадахоса» з моменту його заснування. У клубі можна виділити два золотих періоди, 50-і та 90-і роки XX-го століття, коли він стабільно виступав у Сегунді. В Прімеру «Бадахос» ніколи не піднімався, кращих результатів у Сегунді клуб добивався у сезонах 1995/96, 1996/97 та 1997/98, у яких займав 6-е місце. У зв'язку з фінансовими проблемами клуб пройшов процедуру банкрутства 1 серпня 2012 року, в результаті якої був переведений з Сегунди Б в другу регіональну лігу Естремадури.

## Сезони по дивізіонам
- Сегунда — 20 сезонів
- Сегунда B — 18 сезонів
- Терсера — 34 сезони
- Региональні ліги — 4 сезони

## Відомі гравці
- Давід Бісконті

- Ектор Бракамонте

- Алехандро Манкусо
- Педро Мунітіс
- Аделардо
- Семюел Окуново
- Flag of Peru.svg|borderПабло Зегарра
- Валерій Брошін
- Валерій Масалітін
- Скопич Данило
- Геннадій Перепаденко
- Сергій Перепаденко

## Відомі тренери
- Колін Аддісон
- Мігель Анхель Лотіна
- Антоніо Маседа
- Хосе Пейро
- Мануель Сарабіа
- Карлос Алхіньо